# Мерлеево
Мерлеево — деревня в городе областного подчинения Чехов с административной территорией в Московской области России. Входит городской округ Чехов.

## География
Мерлеево расположено примерно в 18 км на юго-запад от Чехова, на безымянном левом притоке реки Нара, высота центра деревни над уровнем моря — 170 м.
На 2016 год в Мерлеево зарегистрирована 1 улица — Подмосковная.

## Топоним
Так же в разное время называлась Марлѣева (1878 г.), Марлѣева-Витольино (1911 г.). В документах иногда значится как Марлеево.

## История
До 28 февраля 2005 года входила в состав Стремиловского сельского округа).
До июня 2017 года входила в состав муниципального образования сельское поселение Стремиловское. После упразднения, согласно Закону № 83/2017-ОЗ от 6 июня 2017 года, муниципального образования Чеховский муниципальный район и всех ранее входивших в него поселений входит в муниципальное образование городской округ Чехов.
18 июля 2017 года изменилась административно-территориальное устройство деревни: административно-территориальная единица Чеховский район был упразднён и преобразован в город областного подчинения Чехов с административной территорией.

## Население
| 2002 | 2006 | 2010 |
| ---- | ---- | ---- |
| 123  | ↗126 | ↘115 |

## Инфраструктура
Приусадебные хозяйства.

## Транспорт
Деревня связана автобусным сообщением с райцентром и соседними населёнными пунктами.